# MII (Videoformat)

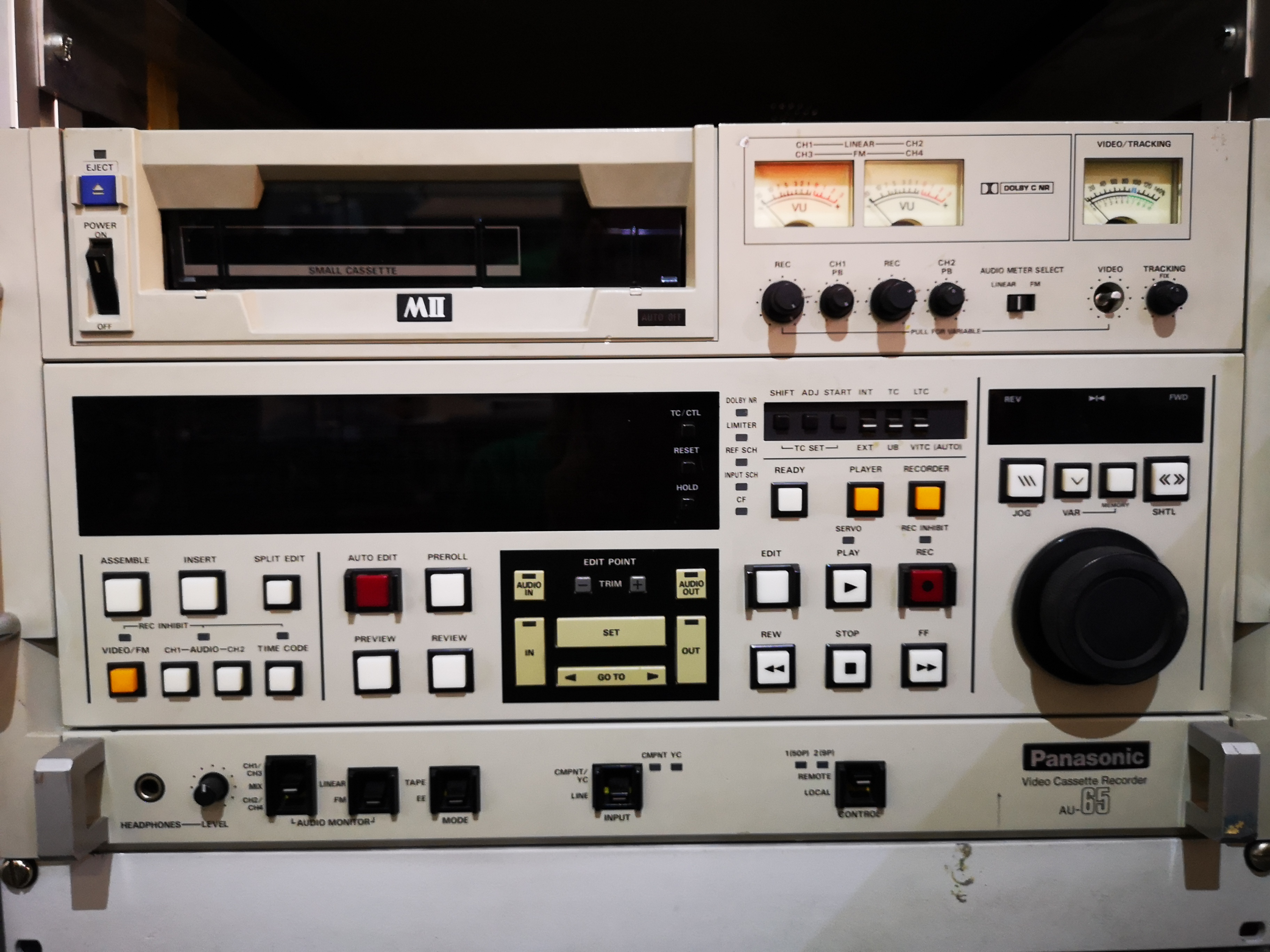
MII-Videogerät im Enter-Museum

Das MII-Videoformat wurde von Panasonic durch Weiterentwicklung des M-Formates (abgeleitet von M-Band-Loading im Laufwerk) als Antwort auf Sonys Verbesserung dessen Komponenten-Kassettenformat Betacam zu Betacam SP vorgestellt. M und M-II waren in der hochwertigen Videoproduktionen als kostengünstige Alternative zu Beta/BetaSP beliebt und boten eine vergleichbare Bildqualität. Es wurde von Industriefilmproduktionsfirmen und insbesondere von nichtkommerziellen Fernsehsendern genutzt. Sony und Panasonic haben hier und zuvor bereits bei den unterschiedlichsten Formen der Magnetbandaufzeichnung miteinander konkurriert.

## Historie und Entwicklung
Das MII-System ist eines der letzten analogen Videosysteme. Die Halbinch-Videocassette konnte sich in der Konkurrenz behaupten. Das Band hat einen dreifachen Metallschutz und ist dadurch robust. Im Gegensatz zu den kleinen Betacam-Camcorderkassetten konnte es lange Videosequenzen bis 90 Minuten problemlos aufzeichnen, was bei Betacam/BetacamSP nur mit den großen Kassettenvarianten für die Studiorekorder möglich war. Das Komponenten-Aufzeichnungsverfahren zeichnete das Y-Signal und die zeitkomprimierten Farbdifferenzsignale mit verschiedenen Kopfpaaren auf verschiedene Spuren von insgesamt vier Schräg- und zwei Längsspuren auf: zwei Audiospuren, eine Kontrollspur, eine Timecode-Spur, eine Chroma-Spur (zeitkomprimiertes R-Y und B-Y) und die Luminanzspur (Y). Durch die Konkurrenz zwischen den analogen Broadcastingsystemen wurde die Entwicklung der digitalen Formate vorangetrieben und der Weg zum nonlinearen Schnitt geebnet.

## Farbsystem
Das MII-System verwendete eine Komponentenaufzeichnung ähnlich der von Betacam, bei der zunächst aus dem RGB-Signal des Kamerakopfes ein schwarzweißes Y-Signal mit sämtlichen Helligkeitsinformationen und mittels Matrix zwei Komponenten-Farbdifferenzsignale gebildet werden, von denen durch eine weitere analoge Stufe jeweils das Schwarzweißbild abgezogen wird: es entstehen die Zwischensignale ROTInformation-Y und BLAUInformation-Y. Diese werden zeitlich um 50 % komprimiert und auf ein und dieselbe Spur nacheinander (hintereinander, nicht gleichzeitig) geschrieben. Dadurch kann die Color-Unter-Farbaufzeichnung entfallen, die bei VCR, U-matic und weiteren Videokassettensystem der größte Qualitätskiller (auch für die Auflösung) gewesen war.